# Elżbieta Skrzyńska-Ćwiąkalska
Elżbieta Skrzyńska-Ćwiąkalska (ur. 1979, zm. 31 grudnia 2020) – polska chemiczka, prof. dr hab.

## Życiorys
20 lutego 2008 obroniła pracę doktorską Badanie aktywności katalizatorów wanadowych w reakcji odwodornienia izobutanu do izobutenu w obecności ditlenku węgla, 7 stycznia 2016 habilitowała się na podstawie pracy zatytułowanej Katalityczna konwersja gliceryny - zagospodarowanie odpadowej frakcji z produkcji biodiesla. Była zatrudniona na stanowisku profesora uczelni w Instytucie Chemii i Technologii Organicznej na Wydziale Inżynierii i Technologii Chemicznej Politechniki Krakowskiej.
Zmarła 31 grudnia 2020.